# Klebark Mały

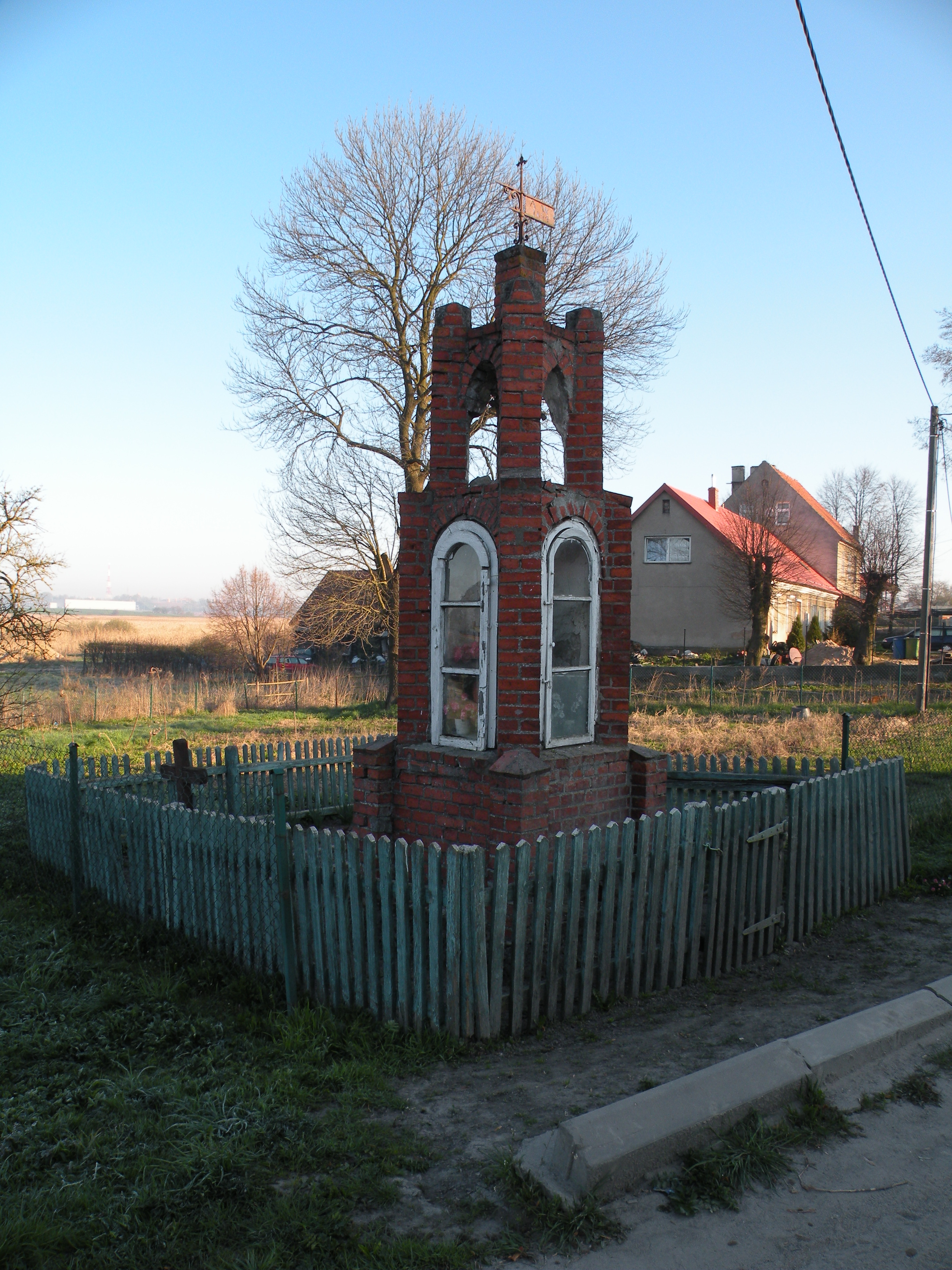
Kapliczka z mogiłą w środku wsi

Klebark Mały (niem. Klein Kleeberg) – wieś w Polsce położona w województwie warmińsko-mazurskim, w powiecie olsztyńskim, w gminie Purda. W latach 1975–1998 miejscowość administracyjnie należała do województwa olsztyńskiego.
Wieś powstała w 1587 r. w wyniku podziału Klebarka na Klebark Wielki i Klebark Mały, w trakcie nowej kolonizacji wsi, położona ok. 3 km na północny zachód od Klebarka Wielkiego, przy drodze do Olsztyna. We wsi znajduje się dawny budynek szkoły (podlega ochronie zabytkowej), stare budownictwo wiejskie, dwie zabytkowe kapliczki oraz stanowisko archeologiczne na południe od wsi.

## Historia
Wcześniej w miejscu Klebarka znajdowała się osada pruska (jeszcze na przełomie XIV i XV wieku większość mieszkańców stanowili Prusowie). W dokumentach Klebark wspominany jest już w roku 1352. Klebark (Cleberg) lokowany był w 1357 roku przez Kapitułę Warmińską na prawie chełmińskim, na 60 włókach (około tysiąc ha). Należało do niej Jezioro Klebarskie (271,22 ha) wówczas zwane Amelung. Zasadźcą był Prus Johannes. Zasadźca otrzymał 8 wolnych łanów a osadnicy 52 łany z 14 okresem wolnizny (okresu wolnego od opłat czynszowych).
W XV wieku, podczas wojny trzynastoletniej, wieś uległa całkowitemu zniszczeniu (w 1455 r.).
Po zniszczeniach i wyludnieniu z czasów wojny polsko-krzyżackiej akcję rekolonizacyjną w 1517 r. i 1521 r. prowadził Mikołaj Kopernik (jako administrator kapituły warmińskiej, rezydujący w Olsztynie). Osadnicy pochodzili z terenów Polski. Jednakże osadnictwo organizowane było w dwóch miejscach, w wyniku czego dokonał się podział na dwie osobne wsie: Klebark Wielki (zwany też Starym – Alt Cleberg) i Klemark Mały ((zwany też Nowym Klebarkiem – Neti Cleberg). Kapituła warmińska przywilejem z 4 września 1587 r. usankcjonowała podział na dwie równe części, po 30 łanów każda, w tym po 4 łany sołeckie. Współczesna nazwy wsi (Klebark Mały i Wieki) ukształtowały się w XVII w.
Pod jedną z kapliczek został pochowany mieszkaniec Klebarka Małego, zabity przez żołnierzy radzieckich w 1945 r. Zachowała się lastrikowa rama, wskazująca na dawny pochówek.